# Силиква (мера веса)
Силиква — мера веса в Древнем Риме. Равнялась примерно 1⁄1728 либры или 1⁄144 унции, что соответствует 0,189 грамма. 
Примечательно, что в качестве гирь, равных 1 силикве, использовались семена рожкового дерева (лат. Ceratonia siliqua).  В дальнейшем силикву стали именовать каратом (ср. с родовым именем латинского названия рожкового дерева Ceratonia).

## Символ силиквы
Символ силиквы — 𐆕 (U+10195).